# Quinta das Conchas
Quinta das Conchas – stacja metra w Lizbonie, na linii Amarela. Oddana została do użytku w dniu 27 marca 2004 wraz ze stacjami Odivelas, Senhor Roubado, Ameixoeira i Lumiar w ramach rozbudowy linii do miasta Odivelas.
Stacja ta znajduje się między Rua Luís Pastor de Macedo, Rua Tóbis Portuguesa  i Av. Maria Helena Vieira da Silva, umożliwiając dostęp do Hospital Pulido Valente. Projekt architektoniczny jest autorstwem Bartolomeu Costa Cabral, Mario Crespo, João Gomes i Anabela João oraz artystów Joana Rosa i Manuel Baptista. Podobnie jak najnowsze stacje metra w Lizbonie, jest przystosowana do obsługi pasażerów niepełnosprawnych.